# David William Dye
David William Dye (* 30. Dezember 1887 in Portsmouth; † 18. Februar 1932 ebenda) war ein britischer Physiker und Elektrotechniker, bekannt für Präzisionsmessverfahren.

## Leben
Er war der dritte Sohn von Charles Dye, der 1906 Bürgermeister von Portsmouth war. Dye ging auf eine Technikerschule in Portsmouth und studierte an der Universität London. Danach war er Lehrling bei der British Thompson-Houston Company in Rugby und ab 1910 am National Physical Laboratory in Teddington, wo er 1919 Leiter der Abteilung für Normen und Messwesen im Bereich Elektrizität und Magnetismus wurde (als Nachfolger von A. Campbell).
Er entwickelte genaue Messverfahren für Kapazität und Induktivität auch im Bereich von Radiofrequenzen und für Frequenzen bzw. Wellenlängen im Radiofrequenzbereich mit einer Stimmgabel-Kontrolle. Das führte zur Entwicklung einer Uhr mit einer Genauigkeit von 1 ppm gegenüber bis dahin üblichen Standarduhren mit einer relativen Genauigkeit im Promille-Bereich. Später entwickelte er Quarzuhren, die von Louis Essen in seinem Labor weiterentwickelt wurden. Ab 1927 entwickelte er genaue Magnetometer. Es konnte die vertikale Komponente des Erdmagnetfeldes genau messen und wurde im Abinger Magnetic Observatory aufgestellt.
1928 wurde er Fellow der Royal Society. Er war Vorsitzender der britischen Kommission für Radio-Standards.